# Der Blender
Der Blender ist eine deutsche Filmkomödie aus dem Jahr 2012, die von der Crazyfilm GmbH produziert wurde und bei der Tomas Erhart zusammen mit Tom Gerhardt die Regie übernahm. Gerhardt ist zugleich in sieben Hauptrollen zu sehen.

## Handlung
Theo Freund ist ein Trickbetrüger und Taschendieb. Als Blinder verkleidet rempelt er in Düsseldorf auf der Königsallee einen Geschäftsmann an, nimmt diesem die Geldbörse sowie dessen Handy ab, während sein Hund die Aktentasche des Geschäftsmanns stiehlt. Währenddessen überfallen Justin und Karl eine Bank, in der sie den Mitarbeiter Dennis zwingen, ihnen Bargeld in einem Rucksack auszuhändigen. Flo wartet unterdessen mit dem Fluchtwagen vor der Bank. An ebendieser Bank kommt Theo auf seiner Flucht vor der Polizei vorbei und kapert kurzerhand den wartenden Fluchtwagen der drei Bankräuber, die ihre Beute bereits im Wagen verstaut haben. Die drei müssen daraufhin zu Fuß vor der eintreffenden Polizei fliehen, während Theo die Flucht mit dem Wagen gelingt.
Während der Fahrt wird Theo von seinem Bruder, dem Anwalt und angehenden Richter Wolfgang angerufen, der ihn daran erinnert, dass er ihn bei einem für den aktuellen Tag angesetzten Gerichtsverfahren wegen Taschendiebstahls vor Gericht vertreten muss. Theo fährt daraufhin mit dem gestohlenen Wagen zum Gericht und wird dank der gelungenen Verteidigung Wolfgangs tatsächlich freigesprochen. Daraufhin bietet Theo seinem Bruder an, ihn zur Feier des Tages mit dem Wagen mitzunehmen. Kaum ist Theo kurz in einer Gaststätte eingekehrt, um bei einem weiteren Trickbetrug zwei Kisten Wein und einen Schinken zu ergaunern, wird die Polizei auf den im Halteverbot abgestellten Wagen aufmerksam. Da sich Wolfgang im Wagen befindet, auf dessen Rücksitz der mit der Beute gefüllte Rucksack befindet, wird er festgenommen. Theo macht sich über den Hinterausgang der Gaststätte aus dem Staub.
Wolfgang ruft seinen Bruder aus dem Gefängnis an und setzt ihn in Kenntnis, dass er seine anstehende Prüfung zum Richter nicht verpassen darf. Theo verspricht ihm daraufhin die Hintergründe des Banküberfalls aufzuklären, ihn dadurch zu entlasten und rechtzeitig für seine Prüfung aus dem Gefängnis zu holen.
Theo verkleidet sich als türkischer Elektriker Özdal, um sich in einem Düsseldorfer Polizeirevier einzuschleichen und die Akte über den Banküberfall in seinen Besitz zu bringen, da er aus den Nachrichten erfahren hat, der Rucksack sei nur mit wenig Geld gefüllt gewesen. Dies macht Theo stutzig und er vermutet, dass sich einer der Polizisten heimlich an der Beute bereichert hat. Während Theo sich im Polizeirevier aufhält, trifft er auf die ermittelnde Polizistin Anne Sanders, die darauf wartet, dass ihr neue Kollegin Cornelia Borowsky aus Borken zur Truppe dazu stößt. Diese hat sich allerdings für die nächsten zwei Wochen krankgemeldet. Daraufhin entschließt sich Theo, sich als Cornelia Borowsky auszugeben und auf diesem Wege Zugang zu den benötigten Informationen zu erhalten. Dies gelingt ihm zunächst auch, obwohl der Polizist Gerald seine ehemalige Bekannte misstrauisch beäugt, schließlich überwiegen bei Gerald jedoch die alten Gefühle für Borowsky und überwiegen seine Zweifel. Auch Theo stehen die Gefühle, die er für Anne hegt, zunehmend im Wege. Als er erfährt, dass Anne in ihrem letzten Urlaub auf Kuba eine Schwäche für Kubaner entdeckt hat, gibt er sich als neuer kubanischer Nachbar Raul aus und klingelt abends an Annes Haustür. Er verbringt mit ihr den Abend in einer Diskothek und begleitet sie anschließend nach Hause. Dort passiert ihm allerdings ein Malheur und sein dunkler Teint wird abgewaschen, woraufhin er fluchtartig sein Rendezvous verlassen muss.
Als tags darauf die echte Cornelia Borowsky im Revier auftaucht, verkleidet sich Theo als Rettungssanitäter, verabreicht ihr K.-o.-Tropfen und versteckt sie in einem Aktenschrank. Nachdem dieses Problem aus dem Weg geräumt ist, fällt ihm ein, dass er stellvertretend für seinen Bruder dessen Prüfung zum Richter wahrnehmen muss. Daraufhin verkleidet er sich als Wolfgang Freund und sucht das Gerichtsgebäude auf, wo er – anstatt die ihm gestellten Fragen zu beantworten – eine flammende Rede hält und dabei an die Richter appelliert, bei ihrer Entscheidung nicht sein Fachwissen, sondern seine persönliche Einstellung zu berücksichtigen. Direkt nach dieser Rede verlässt er fluchtartig den Saal, um weiteren Rückfragen auszuweichen.
Abends sucht er in seiner Kostümierung als Cornelia Borowsky erneut Annes Wohnung auf. Nach kurzer Zeit trifft dort auch die echte Cornelia Borowsky ein und Theos Maskerade fällt. Zudem erscheinen Justin und Karl, die Cornelia, Anne und Theo in ihre Gewalt bringen können. Sie fahren mit den dreien in die örtliche Konservenfabrik, in der sie auch schon ihren Komplizen Flo, der bei einem tragischen Unfall ums Leben kam, in einem großen Mixer zerkleinert und in Konserven verpacken ließen. In ebendiesem Mixer finden sich Anne und Theo wieder. Doch bevor der Mixer die beiden tötet, wird er von den eintreffenden Kollegen abgeschaltet und die Bankräuber festgenommen.
Auch Theo wird von Anne in Handschellen in das Präsidium geführt. Allerdings gelingt es Theo einer Haftstrafe zu entgehen. Stattdessen wird ihm aufgrund seiner Verwandlungskünste angeboten, als verdeckter Ermittler für die Polizei zu arbeiten. Schließlich wird Theo von Anne mit zwei Flugtickets überrascht, die ihn zu einem Urlaub nach Kuba einlädt.

## Hintergrund
Der Blender wurde in Köln, Düsseldorf und Duisburg gedreht. Am 1. Juli 2010 begannen die Dreharbeiten. Auf der Düsseldorfer Königsallee wurde u. a. im Juli 2010 gedreht. Die Maskenbildner benötigten bis zu drei Stunden, um Gerhardts Styling für die einzelnen Rollen herzurichten. Das Ergebnis der Maskenbildner testete Gerhardt, indem er in den Filmkostümen Ladenlokale an der Königsallee sowie Düsseldorfer Diskotheken aufsuchte. Bei dem Film handelt es sich um Gerhardts Filmdebüt. Der Blender sollte bereits 2011 erscheinen. Er wurde von RTL am 5. Januar 2012 erstmals im deutschen Free-TV ausgestrahlt. Diese Ausstrahlung sahen 2,62 Millionen Zuschauer, was einem Marktanteil von 7,8 % entspricht. Am 6. Januar 2012 wurde der Film von der Universum Film GmbH in Deutschland auf DVD und Blu-ray Disc mit einer FSK-12-Freigabe veröffentlicht.
Safiya ist ebenso wie Peter Nottmeier in einem Cameo-Auftritt zu sehen.

## Rezeption
Das Lexikon des internationalen Films urteilt, der Film sei ein „trivialer (Fernseh-)Komödien-Klamauk, bei dem Tom Gerhardt in sieben Rollen schlüpft – Charleys Tante und andere Verwandte lassen grüßen.“
Die Redaktion von tittelbach.tv ist der Meinung: „»Der Blender« ist typisch Tom Gerhardt: klamaukig, klamottig, albern, zotig, grell, rasant, politisch unkorrekt, fahrig inszeniert, grenzdebil in der dramaturgischen Anlage. Gelegentlich verirrt sich ein leidlich guter Gag in diese turbulente Nummer-Revue aus Geschmacklosigkeit & filmischer Unbedarftheit. Erträglich wird es nur, wenn es in Richtung Slapstick geht.“ vergab 2,5 von 6 Punkten.
Nach Urteil von TV Spielfilm handelt es sich bei dem Film um eine „TV-Klamotte mit Tom Gerhardt als Betrüger in diversen Verkleidungen.“ „»Ich habe meinen Stil, und der ist drastisch«“, äußerte sich Gerhardt und bleibt seiner Linie treu. „Im »Blender« bleibt der Witz dumpf, doch Gerhardt verzichtet auf Fäkalhumor.“ Dass Tom Gerhardt „hier die »Erzfeinde« aus Düsseldorf in Grund und Boden blödelt, könnte man schon als subtilen Humor deuten“. Das Fazit lautet: „Blender? Nö! Wer Gerhardt will, kriegt ihn.“
Sidney Schering von quotenmeter.de findet positive Worte für den Film, denn „der Proll- und Vulgärhumor von Gerhardts Kinoausflügen wie »Ballermann 6« ist in dieser Fernsehproduktion nicht aufzufinden, weshalb sich »Der Blender« als Kostprobe für Zuschauer anbietet, denen Gerhardt-Schöpfungen wie Tommie und Mario zu viel rülpsen, furzen und kotzen.“ Dieser Eindruck relativiert sich jedoch im Laufe des Films: „Zum Ende hin verliert das Drehbuch den zuvor gesetzten Fokus und wie sinnig manche der Plottwists sind, dürfte eine sehr diskussionswürdige Frage sein. Dass in den letzten Filmminuten auch schlecht eingearbeitete, pointenlose Hommagen an Quentin Tarantinos »Kill Bill« abgespult werden, raubt dem Finale weiteren Witz.“ Scherings Fazit lautet: „Selbstredend ist diese Slapstickkomödie kein Werk hoher Kunst, eine Aussage gibt es nicht und Emotionen weckt «Der Blender» auch nicht. Jedoch ist sie von Anfang bis Ende mit bewusst albernem Slapstick gefüllt, der aufgrund Gerhardts Erfahrung im Genre sehr treffsicher ist und ausnahmsweise nicht ins Proletenhafte abgleitet. Es ist Zerstreuung für Slapstickfreunde, und in diesem Segment eines der gelungeneren deutschen TV-Beispiele.“
Die Redaktion von kino.de resümiert: „»Der Blender« lebt vor allen Dingen durch die Kunst der Maskenbildner, die den Comedian gekonnt in völlig verschiedene Figuren verwandeln.“
Die Redaktion der Westdeutschen Zeitung lobte die Darsteller und ihr Schauspiel: „Die zuhauf nahezu schwachsinnig übertriebenen Szenen in der Komödie erreichen oft ihr Ziel: Man muss losprusten. Eine überraschende Bereicherung sind auch die Gastauftritte des Internet-Starcomedians Buddy Ogün als cholerischer Psycho-Ghettogangster und der Sängerin Safiya – extremer Blickfang mit einer orientalischen Mischung aus Lara Croft und Catwoman.“
Frank Jürgens von der Neuen Osnabrücker Zeitung ist der Meinung, der Film sei „nicht nur extrem einfallslos, sondern auch noch furchtbar langweilig und anstrengend. Immerhin überzeugt die gelungene Arbeit der Maskenbildner.“ Dafür vergibt Jürgens 2 von 6 Punkten.